# King Long Kaige
Il King Long Kaige (noto anche come King Long Kingo nei mercati al di fuori della Cina) è un veicolo commerciale leggero prodotto dal costruttore di autocarri cinese King Long dal 2013 e basato sul telaio del King Long Jinwei. È disponibile in un'ampia gamma di configurazioni di carrozzeria, tra cui minivan, minibus, furgone e ambulanza.

## Il contesto
Introdotto sul mercato nel 2013 si tratta del primo veicolo commerciale di dimensioni medio-grandi del costruttore cinese sviluppato per i mercati emergenti e posizionato come veicolo “premium” dotato di rifiniture di maggiore qualità e allestimenti con una dotazione di accessori arricchita rispetto al restante della produzione King Long. Il veicolo è disponibile con tre motorizzazioni di cui un benzina quattro cilindri in linea 2.4 16 valvole erogante 139 cavalli, un più grande 2.7 benzina quattro cilindri 16 valvole da 163 cavalli e un motore turbodiesel 2.5 quattro cilindri erogante 116 cavalli. Il telaio è a trazione posteriore con motore in posizione anteriore-centrale (sotto i sedili i sedili anteriori), le sospensioni anteriori utilizzano uno schema a ruote indipendenti con montante MacPherson mentre al retrotreno viene adottato un assale rigido.
Viene prodotto in numerosi varianti di carrozzeria e in due versioni di passo da 3,110 metri e 3,720 metri. Il modello a passo standard può ospitare nella variante passeggeri fino a 14 posti mentre la variante a passo lungo può disporre fino a 18 posti.
Una versione elettrica del King Long Kaige è stata presentata nel 2015 solo in versione a passo lungo con carrozzeria da 6,08 metri e motore elettrico da 100 kW. L'autonomia dichiarata nel ciclo NEDC è di 140 km con una ricarica completa.

## Controversie
Il design del King Long Kaige è controverso in quanto richiama molto il Toyota HiAce (H200) di quinta generazione sia per le soluzioni stilistiche della carrozzeria che nelle dimensioni complessive simili. Il King Long Kaige fa parte dei vari furgoni cinesi che hanno scelto di replicare il Toyota HiAce H200 con solo piccole differenze stilistiche. Altri marchi includono produttori di proprietà del governo tra cui Jinbei e Foton.